# Bluebeard's Eighth Wife (1923)
Bluebeard's Eighth Wife is een Amerikaanse filmkomedie uit 1923 onder regie van Sam Wood. Destijds werd de film in Nederland uitgebracht onder de titel Blauwbaards achtste vrouw. De film is wellicht zoekgeraakt.

## Verhaal
De Amerikaanse miljonair John Brandon trouwt met zijn achtste vrouw Mona deBriac. Ze wil niet in zijn rij van ex-vrouwen belanden en bedenkt een plan om hem te temmen.

## Rolverdeling
| Acteur         | Personage        |
| -------------- | ---------------- |
| Gloria Swanson | Mona deBriac     |
| Huntley Gordon | John Brandon     |
| Charles Greene | Robert           |
| Lianne Salvor  | Lucienne         |
| Paul Weigel    | Markies deBriac  |
| Frank Butler   | Henry Seville    |
| Robert Agnew   | Albert deMarceau |
| Irene Dalton   | Alice George     |